# Stéfanos Sióntis
Stéfanos Sióntis (en grec moderne : Στέφανος Σιόντης) est un footballeur grec né le 4 septembre 1987 à Ioannina. Il évolue au poste de défenseur.
Il a joué avec l'équipe de Grèce des moins de 21 ans.

## Carrière
- 2004-2006 : Panathinaïkos  Grèce
- 2005-2006 : Ethnikos Asteras (prêt)  Grèce
- 2006-2009 : Panathinaïkos  Grèce
- 2009- : AO Kavala  Grèce[1]